# Soon Come
Soon Come... är det svenska reggaebandet Kalle Baahs tredje album och släpptes 1995. Skivan spelades in i Tuff Gongs studio på Jamaica, vilket är Bob Marleys gamla studio. "Soon Come" är också en gammal hitlåt med reggaestjärnan Peter Tosh, som uppdaterade låten vid flera tillfällen när musikstilar ersattes av andra på Jamaica.

## Låtlista
1. "Big Town" - 4:09
2. "Juliette & Romeo" - 3:24
3. "Cloak & Dagger" - 4:09
4. "Knocked Down Smiling" - 2:54
5. "One of These Days" - 4:14
6. "Fading Rose" - 3:47
7. "I.O.U.1" - 3:50
8. "Dancing in Disguise" - 4:15
9. "Believe in Me" - 3:46
10. "Get You" - 3:43
11. "Perfect People" - 5:20
12. "Modern Version" - 3:11